# Castello di Felina
Das Castello di Felina ist die Ruine einer mittelalterlichen Höhenburg in Felina, einem Ortsteil von Castelnovo ne’ Monti in der italienischen Region Emilia-Romagna. Sie stammt vermutlich aus dem 12. Jahrhundert und liegt auf einem Berg im Apennin. Heute ist von der Burg nur noch ein Turm erhalten.

## Geschichte

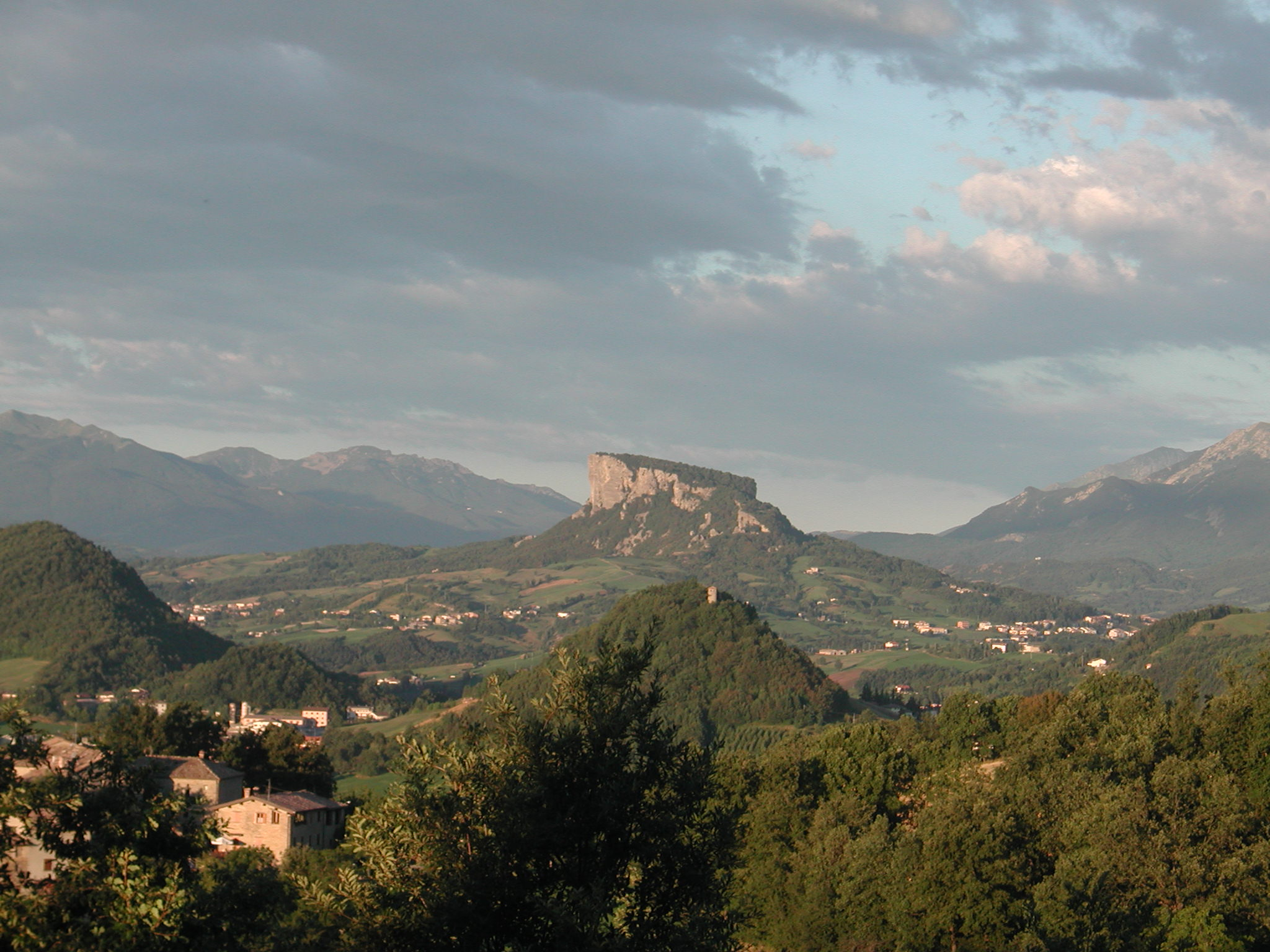
Der Turm Salame di Felina im Vordergrund mit dem Pietra di Bismantova dahinter

Das Castello di Felina stammt vermutlich aus dem 12. Jahrhundert, und bereits für das Jahr 1664 ist dokumentarisch belegt, dass nur noch der Turm des Komplexes existierte. Über den Grund der Zerstörung dieser Burg ist nichts bekannt; vermutlich ist er in kriegerischen Einflüssen zu suchen oder das bereits verfallene Gebäude wurde als Steinbruch genutzt. Die Burg von Felina war sicherlich eine wichtige Figur auf dem politischen Schachbrett des 15. Jahrhunderts während des Konfliktes zwischen Parma und den D’Estes. Als Beweis hierfür kann ihre Verwicklung in den Krieg zwischen dem Kommandanten einer Söldnerkompanie in Diensten der D’Estes, Muzio Attendolo Sforza, und einem Adligen aus Parma angesehen werden. 1409 wurde der Kopf des feindlichen Ottobuono de’ Terzi dort aufgespießt.
Das Gebäude besteht heute nur noch aus einem hohen Turm, der sich in der für das 15. Jahrhundert typischen Art und Weise nach oben verjüngt, und ist aus denselben quadratischen Steinen erbaut, die auch das Rückgrat der Mauer bildeten, die bereits 1491 in Ruinen lag.
Der „Salame“ wurde nicht gleichzeitig mit den anderen Teilen des Komplexes erbaut, sondern wurde später nachgerüstet, auch wenn die Burg bereits verschwunden war. Seine Rettung nach dem Verschwinden seiner Verteidigungsfunktion ist der optimalen Lage als Beobachtungspunkt über der Strada del Cereto geschuldet. Der Turm von Felina wurde durch das zerstörerische Erdbeben von 1920 so gut wie dem Erdboden gleichgemacht, wurde aber sieben Jahre später auf Betreiben der Soprintendenza ai monumenti wieder aufgebaut und den Gefallenen des Ersten Weltkrieges gewidmet. Der Bau wurde im Laufe der Zeit von einem riesigen Kiefernwald umgeben, der die gesamte Fläche der alten Festung bedeckt, die später „Parco della Rimembranza“ (dt.: Park der Erinnerung) genannt wurde und eine Kapelle, eine Uhr und zwei Glocken beherbergt, auf denen die Namen der Toten und das „Bollettino della Vittoria“ (offizielles Dokument, in dem nach dem Waffenstillstand von Villa Giusti der Sieg des Königreichs Italien über Österreich-Ungarn kundgetan wurde) von 1918 eingraviert wurden. Der Turm wurde mehrmals restauriert, zuletzt 1990.

## Bemerkenswertes
Die Festung soll einer alten Legende nach mit einem Geheimgang versehen gewesen sein, der durch einen Brunnen und einen langen Tunnel zum benachbarten Castello delle Carpinete führte.